# Anett Schuck
Anett Schuck (Leipzig, Saxónia, 11 de abril de 1970) é uma velocista alemã na modalidade de canoagem.

## Carreira
Foi vencedora das medalhas de Ouro em K-4 500 m em Atlanta 1996 e Sydney 2000, junto com as colegas de equipa Birgit Fischer, Manuela Mucke e Ramona Portwich.